# 206 (liczba)
206 (dwieście sześć) – liczba naturalna następująca po 205 i poprzedzająca 207.

## W matematyce
206 jest zarówno nietocjentem, jak i niecocjentem. 206 to liczba nietykalna. 206 i 207 tworzą drugą parę kolejnych liczb (po 14 i 15), których sumy dzielników są równe. Na pięciu oznaczonych wierzchołkach istnieje dokładnie 206 różnych grafów liniowych (drzew), i dokładnie 206 regularnych półgrup rzędu czwartego.

## Ciekawostki
- Jest to najniższa dodatnia liczba całkowita, przy pisaniu której w języku angielskim można użyć tylko raz wszystkich samogłosek, nie licząc Y[6].
- W typowym ciele dorosłego człowieka znajduje się 206 kości[7].